# Bắc Savo
Bắc Savo là một vùng thuộc miền đông Phần Lan, thủ phủ là thành phố Kuopio. Năm 2023, vùng có dân số là 248.179 người–đứng thứ 6 ở Phần Lan và có điện tích đất liền là 21.077,95 km² (2021). Bên cạnh thủ phủ Kuopio, vùng còn có 2 trung tâm đô thị khác là thành phố Varkaus và thành phố Iisalmi.
Vùng Bắc Savo tiếp giáp với:
- vùng Trung Phần Lan về phía tây;
- vùng Bắc Ostrobothnia về phía tây bắc;
- vùng Kainuu về phía bắc;
- vùng Bắc Karelia về phía đông;
- vùng Nam Savo về phía nam.

Vùng Bắc Savo sở hữu nhiều hồ nước, trong số đó có hồ Kallavesi là lớn nhất với diện tích là 513 km². Điểm cao nhất của vùng là đồi Maaselänmäki nằm tại huyện Rautavaara, có độ cao 318 m so với mặt nước biển.